# اکسو (گروه موسیقی)
اکسو (کره‌ای: 엑소، انگلیسی: Exo) گروه پسرانهٔ کره‌ای-چینی است که زیرنظر اس‌ام انترتینمنت به فعالیت می‌پردازد. این گروه از نه عضو به نام‌های بکهیون، سوهو، لی، شیومین، چن، چانیول، دی.او.، کای و سهون تشکیل شده‌است.
این گروه در سال ۲۰۱۱ توسط کمپانی اس‌ام انترتینمنت تشکیل شد و در سال ۲۰۱۲ با ۱۲ عضو خود و در قالب دو زیرمجموعهٔ اکسو-کِی (به انگلیسی: Exo-K) و اکسو-اِم (به انگلیسی: Exo-M) شروع به‌کار کرد. زیرمجموعهٔ اول به زبان کره‌ای و زیرمجموعهٔ دوم به زبان چینی به فعالیت می‌پرداخت. پس از ترک دو عضو در سال ۲۰۱۴ و یک عضو در سال ۲۰۱۵، اعضای دیگر تحت عنوان اکسو تاکنون به فعالیت خود ادامه داده‌اند و هم‌اکنون این گروه با ۹ عضو به فعالیت خود ادامه می‌دهد.
موسیقی آنها ژانرهایی مانند کی-پاپ، پاپ، هیپ هاپ و آراندبی را در کنار ژانرهای موسیقی مانند دنس الکترونیک در خود جای داده‌است. اکسو موسیقی خود را به زبان‌های کره ای، چینی و ژاپنی اجرا می‌کند. این گروه به صورت متوالی از سال ۲۰۱۴ تا ۲۰۱۸ به عنوان یکی از ۵ چهره تأثیرگذار در لیست سلبریتی قدرتمند کره توسط فوربز قرار گرفته‌است و از طرف رسانه‌ها نیز به عنوان «پادشاهان کی-پاپ» شناخته شده‌اند.
اوّلین تک‌آهنگ اکسو، «ماما»، در آوریل ۲۰۱۲ منتشر و با موفقیت قابل‌توجهی مواجه شد. نسخهٔ اکسو-ام تنها یک روز پس از انتشار، در جداول چینی صدرنشین شد و موزیک ویدئوی «ماما» از اکسو-کی در جدول جهانی یوتیوب به مقام هفتم دست یافت.
آلبوم چندآهنگهٔ «MAMA» در سال ۲۰۱۲ و آلبوم استودیویی «XOXO» در سال ۲۰۱۳، درسطح جهانی بیش از ۱٫۵ میلیون نسخه فروخت. اکسو جوان‌ترین گروهی بود که در جشنوارهٔ موسیقی ام‌نت آسیا، عنوان بهترین آلبوم سال را از آن خود کرد، همچنین سریع‌ترین رکورد فروش را در طی ۱۲ سال گذشته داشت. دو تک‌آهنگ اصلی آلبوم «XOXO", "گرگ» و «غرش»، در برنامه‌های موسیقی هر سه شبکهٔ اصلی کره جنوبی در ردهٔ اول جای گرفت، همچنین تک‌آهنگ دوم در جدول ۱۰۰ آهنگ داغ کی-پاپ بیلبورد در جایگاه سوم قرار گرفت. سومین آلبوم چندآهنگهٔ گروه با عنوان «Overdose»، در سال ۲۰۱۴ منتشر شد و در جدول هفتگی بیلبورد ۲۰۰، به رتبهٔ ۱۲۹ آلبوم‌ها دست یافت.
در ۲۹ اوت ۲۰۱۸، نام اکسو به‌خاطر دریافت «بیشترین دسانگ» (جایزه بزرگ) در مراسم جوایز موسیقی آسیایی ام‌نت، در چاپ ۲۰۱۸ رکوردهای جهانی گینس ثبت شد.
اکسو اولین اشخاص غیر سلطنتی بودند که تصویر آن‌ها روی برج خلیفه دبی نمایش داده‌شد و همچنین آهنگ «Power» اولین ترانهٔ کی-پاپ بود که در فواره موزیکال دبی پخش شد.
اکسو همچنین برای آلبوم‌های خود جوایز زیادی کسب کرده‌است. از جمله پنج آلبوم سال متوالی در جوایز موسیقی Mnet آسیا و دو برنده پیاپی هنرمند سال در جوایز Melon Music. ششمین آلبوم اکسو با عنوان «ریتمم را به هم نزن» نیز بالاترین آلبوم آنها در چارت ۲۰۰ آلبوم برتر ایالت متحده آمریکا با رتبه ۲۳ است و این، اولین آلبوم با فروش بیش از ۱٫۹میلیون نسخه در کره جنوبی است.
اولین زیر گروه رسمی اکسو ۵ اکتبر سال ۲۰۱۶ که اعضای آن شامل شیومین، بکهیون و چن است، تشکیل شد و ۲۴ اکتبر همین سال نام زیر گروه به عنوان "چنبکشی" تعیین شد. این نام ادغامی از اسم‌های سه عضو این زیر گروه هست. قبل از تشکیل چنبکشی، این سه عضو آهنگی برای سریال "Moon Lovers" به نام "For You" منتشر کرده بودند که بازخورد مثبتی داشت و بهانه ای برای تشکیل این زیر گروه شد. تشکیل چنبکشی موفقیت‌های زیادی به دنبال داشت به طوری که جایگاه "پرفروش‌ترین آلبوم" را در بین زیرگروه‌های کی پاپ با اولین آلبومشان به دست آوردند.
در مه ۲۰۱۴ کریس، جهت لغو قرارداد خود، علیه اس‌ام انترتینمنت دادخواستی ارائه کرد و به‌طور رسمی از گروه جدا شد. در اکتبر ۲۰۱۴، لوهان نیز جهت لغو قرارداد خود اقدام نمود. در آوریل ۲۰۱۵، تائو نیز کناره‌گیری خود را اعلام کرد و در اوت ۲۰۱۵، اقدام قضایی خود را آغاز کرد. پس از آن اکسو با ۹ عضو، به فعالیت خود ادامه داد. در ژوئیهٔ ۲۰۱۶، دادخواست کریس و لوهان به نتیجهٔ نهایی رسید؛ به این ترتیب که قرارداد این سه عضو با ناشر مربوطه، تا سال ۲۰۲۰ برقرار خواهد ماند و بخشی از سود حاصل از فعالیت‌های خارج از کره و ژاپن -فعالیت‌های انجام گرفته در چین به اس.ام. اینترتیمنت تعلق خواهد گرفت. از سال ۲۰۱۶ تا به الان، اکسو با ۹ عضو به فعالیت خود ادامه می‌دهد که هر کدام از اعضا، مشاغلی انفرادی از جمله موسیقی، فیلم و تلویزیون را دنبال می‌کنند.

## سرآغاز
در سال ۲۰۱۱، لی سومان مدیر عامل کمپانی اس‌ام، خبر از ایجاد اولین گروه پسرانه که به دو زیر گروه تقسیم می‌شود داد و اعلام کرد که این گروه با اجرای آهنگ‌هایی که به دو زبان چینی و کره ای است، موسیقی مشابه را همزمان در کره جنوبی و چین ترویج خواهد داد.
پس از چندین تغییر و انتخاب اعضا در دسامبر ۲۰۱۱، این گروه نام نهایی خود را «اکسو» نهاد که بر گرفته از واژهٔ اکسوپلنت است. نخستین خبر از ایجاد این گروه، توجه رسانه‌های کره‌ای و بین‌المللی زیادی را به خود جلب کرد و باعث شد تا بسیاری از آنها اکسو را با تی‌وی‌ایکس‌کیو مقایسه کنند. همچنین گزارش شد که اکسو با گروه دخترانهٔ جدیدی از کمپانی رقیب، وای‌جی انترتینمنت، رقابت خواهد کرد.

## تاریخچه

### ۲۰۱۱–۲۰۰۶: شکل‌گیری
سوهو رهبر گروه، بهترین لیدر کیپاپ معرفی شده است و اوّلین فردی بود به که به اس ام، پس از آدیشن موفقش در سال ۲۰۰۶ پیوست. در سال بعد نیز، کای با تشویق پدرش در مسابقه برترین جوان اس ام شرکت کرد و پس از برنده شدن؛ قراردادی را با کمپانی امضاء کرد. چانیول که موفق شده بود مقام دوم مسابقه مدل هوشمند را بدست آورد و سهونی که طی دو سال چهار مسابقه را پشت سر گذاشته بود نیز در سال ۲۰۰۸ کارآموز اس ام شدند. در سال ۲۰۱۰ نیز دی.او. پس از خواندن در ادیشنش، پیشنهادی از طرف اس ام دریافت کرد. آخرین عضو اکسو-کی که کارآموز شد، بکهیون بود که در سال ۲۰۱۱ و تقریباً یک سال قبل از دبیو اکسو به اس ام پیوست. در اکسو-ام، کریس پیش از مهاجرتش به کره برای کارآموزی، در آدیشن‌های اس ام گلوبال شرکت کرد. در همان سال، لی از طریق آدیشن‌هایی که در شانگهای چین داده بود نیز به کره جهت کارآموزی، در حالی که شیومین به همراه دوستش در آدیشن شرکت کرده بود و رتبه دوم را بدست آورد نقل مکان کرد. در سال ۲۰۱۰، لوهان توسط یکی از نمایندگان اس ام در سئول کشف شد و آدیشن خود را پشت سر گذاشت. تائو نیز با شرکت در یک برنامه استعدادیابی وارد اس ام شد و آخرین فردی که عضو اکسو-ام شد، چن بود که در سال ۲۰۱۱ در سیستم بازیگری شرکت کرده بود. اولین اجرای تلویزیونی گروه در رویداد سالانه SBS Gayo Daejun در ۲۹ دسامبر سال ۲۰۱۱ بود.
اکسو-کی و اکسو-ام فعالیت خود را با تک آهنگ «ماما» که در ۸ آوریل ۲۰۱۲، یک روز قبل از انتشار اولین آلبوم ای پی خود منتشر شد، شروع کردند. این دو زیر گروه، آلبوم را به‌طور جداگانه تبلیغ کردند. اکسو-کی در همان روز انتشار آلبوم، در برنامه The Trend کره جنوبی اجرا کرد. اکسو-ام نیز در روز مشابه در جوایز برتر موسیقی چینی در شنزن اجرا کرد. نسخه کره ای اولین آلبوم اکسو در همان روز انتشارش در رتبه اول چارت گائون کره جنوبی و هشت آلبوم‌های جهانی بیلبورد رسید. این در حالی اتفاق افتاد که نسخه چینی آلبوم، در چارت سینای چین و پلتفرم‌های این کشور به رتبه دو رسید. قبل از دبیو اصلی اکسو، آنها دو تک آهنگ به نام‌های «عشق چیست» و «تاریخچه» منتشر کردند که رتبه ۸۸ و ۶۸ چارت دیجیتال گائون و ۶ چارت سینای چین را کسب کردند. اکسو در همان سال‌ها برنده بهترین گروه جدید جوایز ام نت آسیا و تازه‌واردهای جوایز گلدن دیسک شد.

### ۲۰۱۳–۲۰۱۴: موفقیت تجاری
اولین آلبوم استودیویی گروه که اکس‌اُ اکس‌اُ نام داشت، در ۳ ژوئن ۲۰۱۳ در دو نسخه کره ای و چینی منتشر شد. برخلاف آلبوم چند آهنگه ماما که اکسو-کی و اکسو-ام تبلیغ جداگانه ای داشتند، این آلبوم به صورت مشترک در کره جنوبی پروموت شد. اکسو اوّلین آهنگ آلبوم که «گرگ» نام داشت را برخلاف سایر آهنگ‌ها به صورت یک‌جا ضبط کرد. نسخه بازسازی شده این آلبوم با عنوان «غرش» در ۵ اوت ۲۰۱۳ با سه آهنگ دیگر منتشر شد. تک آهنگ جدید که غرش نام داشت، به رتبه سه ۱۰۰ آهنگ برتر کی-پاپ بیلبورد و رتبه دو چارت دیجیتال گائون رسید. تمام نسخه‌های اکس‌اکس به‌طور جمعی بیش از یک میلیون فروخته‌است و این باعث شد که اکسو نخستین هنرمند کره ای پس از ۱۲ سال باشد که به این مقدار از فروش می‌رسد. در دسامبر همان سال، اکسو دومین آلبومِ ای پی خود با عنوان «معجزه» که یک آلبوم زمستانی بود را منتشر کرد. پیش از انتشار این ای پی، اکسو آن را در نخستین ریلتی شو که «اکسو شوتایم» نام داشت تبلیغ کرد. پس از انتشار خود در سال ۲۰۱۳، اکسو توانست عنوان آهنگ سال، برای «غرش» را در جوایز ملون و آلبوم سال، در جوایز ام نت شود. علاوه بر این، اکسو-ام نیز توانست برنده محبوب‌ترین گروه در جوایز موسیقی چین شود.
سومین آلبوم ای‌پی اکسو که «اوردوز» نام داشت، در تاریخ ۷ می ۲۰۱۴ منتشر شد. در ابتدا قرار بود تاریخ انتشار این آلبوم، ۲۱ آوریل باشد؛ امّا پس از غرق شدن کشتی مسافربری کره، انتشار آن به تعویق افتاد. پروموت شدن اوردوز، همانند ماما بود. اکسو-کی در کره و اکسو-ام در چین مشغول تبلیغ آن شدند. بیش از ۶۶۰۰۰۰ نفر، پیش فروش این آلبوم را خریداری کردند و همین، باعث شد تا اوردوز تبدیل به تنها آلبوم ای پی ای باشد که به این مقدار پیش فروش در کره می‌رسد. نسخه کره ای این آلبوم، رتبه ۲ را در چارت جهانی آلبوم‌های بیلبورد و ۱۲۹ را در ۲۰۰ آلبوم برتر بیلبورد کسب کرد و اکسو، تبدیل به تنها گروه کره ای در آن زمان شد که این جایگاه را بدست می‌آورد. اوردوز تبدیل به پرفروش‌ترین آلبوم سال ۲۰۱۴ در کره و اوّلین ای پی تاریخ شد که برنده آلبوم سال در جوایز ام.نت آسیا می‌شود. در دسامبر ۲۰۱۴ نیز اکسو، اوّلین آلبوم زنده خود با عنوان Exology Chapter 1: The Lost Planet منتشر کرد که لید سینگل آن، اوّلین نامبروان اکسو در چارت گائون را بدست آورد. تا پایان همان سال نیز، اکسو پرفروش‌ترین خواننده کره ای در ژاپن بود.
در ۱۹ می ۲۰۱۴، کریس برای فسخ قرارداد خود، علیه اس. ام شکایت کرد و ادعا کرد که: اس ام سلامتی وی را نادیده گرفته، به صورت ناعادلانه به او پول می‌داده، آزادی او را محدود کرده‌است و با او بیشتر مانند یک محصول رفتار کرده‌است تا یک شخص. در ۱۰ اکتبر، لوهان نیز دادخواستی را علیه اس ام برای فسخ قرارداد خود مطرح کرد. وی دلیل خود را داشتن مشکلات سلامتی مطرح کرد و ادعا کرد که اس ام برای سلامتی او، متفاوت تر از اعضای کره‌ای رفتار کرده‌است.

### ۲۰۱۵: تحسین انتقادی
در ۷ مارس ۲۰۱۵، اکسو دومین تور جهانی خود را با عنوان "Exoplanet 2 - The Exo'luxion" با حضور ۷۰۰۰۰ شرکت کننده در طول پنج شب در ورزشگاه ژیمناستیک المپیک سئول آغاز کرد. این گروه دومین آلبوم استودیویی خود را با نام «اکسوداس» در تاریخ ۳۰ مارس ۲۰۱۵، در دو نسخه کره ای و ماندارین منتشر کرد. پیش فروش داخلی این آلبوم در ۲۴ ساعت اوّل با ۵۰۰۰۰ نسخه فروش، رکورد جدیدی را به ثبت رساند. تک آهنگ اصلی این آلبوم با عنوان «عزیزم بهم زنگ بزن» جلوتر از برنامه اصلی برای انتشار، منتشر شد زیرا بخش‌هایی از آن پیش از زمان تعیین شده لیک شده بود. موزیک ویدیو این آهنگ چهار روز بعد منتشر شد و تا نیمه اوّل سال، پر بازدیدترین موزیک ویدیو کی-پاپ بود. آلبوم، چهار هفته متوالی در صدر جدول چارت گائون قرار داشت و با بیش از یک میلیون نسخه فروش، تبدیل به دومین آلبوم اکسو پس از «اکس‌اُ اکس‌اُ» شد که به این مقدار می‌رسد. اکسوداس موفق به برنده شدن آلبوم سال در جوایز موسیقی ام نت آسیا ۲۰۱۵ شد و به سومین برد پیاپی خود رسید. در آوریل سال ۲۰۱۵، اکسوداس در چارت بیلبورد ۲۰۰ آلبوم ایالات متحده به رتبه ۹۵ رسید و اوّلین هنرمند کره ای بود که چنین موفقیتی را کسب کرد. اکسو همچنین توانست رتبه ۹۸ چارت بیلبورد ۱۰۰ کانادا را کسب کند که باز هم به عنوان اوّلین گروه کی‌پاپ به این افتخار رسید :)
تائو در جریان تبلیغات برای اکسوداس به دلیل جراحات غایب بود و در تاریخ ۲۴ اوت سومین عضو شد که علیه اس. ام برای خاتمه دادن قرارداد خود اقدام به تشکیل پرونده کرد. این به دنبال پست‌های رسانه‌های اجتماعی در اوایل سال پدر تائو در شبکه اجتماعی چینی ویبو بود که او ابراز آرزو کرد که پسرش از این گروه جدا شود و به دلیل مسائل بهداشتی و عدم حمایت از توسعه شغلی فردی به فرزندش بازگردد. اس‌ام‌اس در پاسخ به اقدام حقوقی خود با بیانیه ای گفت: «شرکت ما قصد دارد از همه چیز در توان ما اعم از متخصصان و شرکای حقوقی کره ای و چینی استفاده کند تا به صورت قانونی هر دو در کره و چین به صورت چند وجهی پاسخگو باشد ما همچنین قصد داریم که قانونی این مسئله را حل کنیم و گامهایی برای پاسخ به تبلیغات و اقدامات غیرقانونی تائو برداریم. اکسو در ۳ ژوئن ۲۰۱۵، نسخه بسته‌بندی شده آلبوم خود با عنوان «درست دوستم داشته باش» منتشر کرد که اضافه شدن چهار آهنگ جدید را به همراه داشت. به دلیل غیبت تائو، این گروه ترانه را با نه عضو تبلیغ کرد. در اکتبر، اکسو اولین هنرمندانی شدند که یک کنسرت گنبدی در کره جنوبی برگزار کردند. آن را «کنسرت اکسو- عشق در گنبد» نامیدند و در گنبد آسمانی گوچوک در سئول برگزار شد. در ۴ نوامبر ۲۰۱۵، اکسو اولین آهنگ ژاپنی خود را با نام «درست عاشقم باش» ~ جهان عاشقانه منتشر کرد که حاوی نسخه ژاپنی آهنگ و یک ترانه اصلی ژاپنی با عنوان "Drop That" بود. در روز انتشار، این آلبوم ۱۴۷۰۰۰ نسخه فروخت و به صدر جدول چارت Oricon رسید و اولین اثر پرفروش‌ترین تک آهنگ در ژاپن توسط یک هنرمند کره ای شد. پنج روز بعد، اکسو به عنوان بخشی از همکاری اس‌ام و والت دیزنی، ترانه ویژه ای با عنوان «لایت سیبر» برای تبلیغ فیلم جنگ ستارگان: نیرو برمی‌خیزد پیش از انتشار، در کره جنوبی منتشر کرد. در ۱۰ دسامبر، اکسو دومین آلبوم ویژه زمستانی و چهارمین ای پی خود را منتشر کرد که شامل تک آهنگهای «آهنگی برای تو» و «ناعادلانه» بود. این آلبوم در هفته اول خود ۲۶۷۹۰۰ نسخه فروخت و رکورد بیشترین فروش هفته اول یک هنرمند کره‌ای را شکست. «ناعادلانه» همچنین به اولین آهنگ تاریخ کی‌پاپ تبدیل شد که در لیست پخش «بهترین هفته» توسط اپل موزیک به نمایش درآمد. همچنین اکسو اوّلین هنرمند کره ای بود که در اپل موزیک از آن اسم برده شد. بخشی از سود این آلبوم برای حمایت از آموزش موسیقی برای کودکان در آسیا به کمپین لبخند برای U ارسال شد. در دسامبر سال ۲۰۱۵، رهبران صنعت سرگرمی کره جنوبی اکسو را در بین هفت رهبر برتر فرهنگ پاپ سال ۲۰۱۵ قرار دادند که بالاترین رتبه توسط یک هنرمند کی‌پاپ بود.

## زیرگروه‌ها

### چنبکشی (CBX)

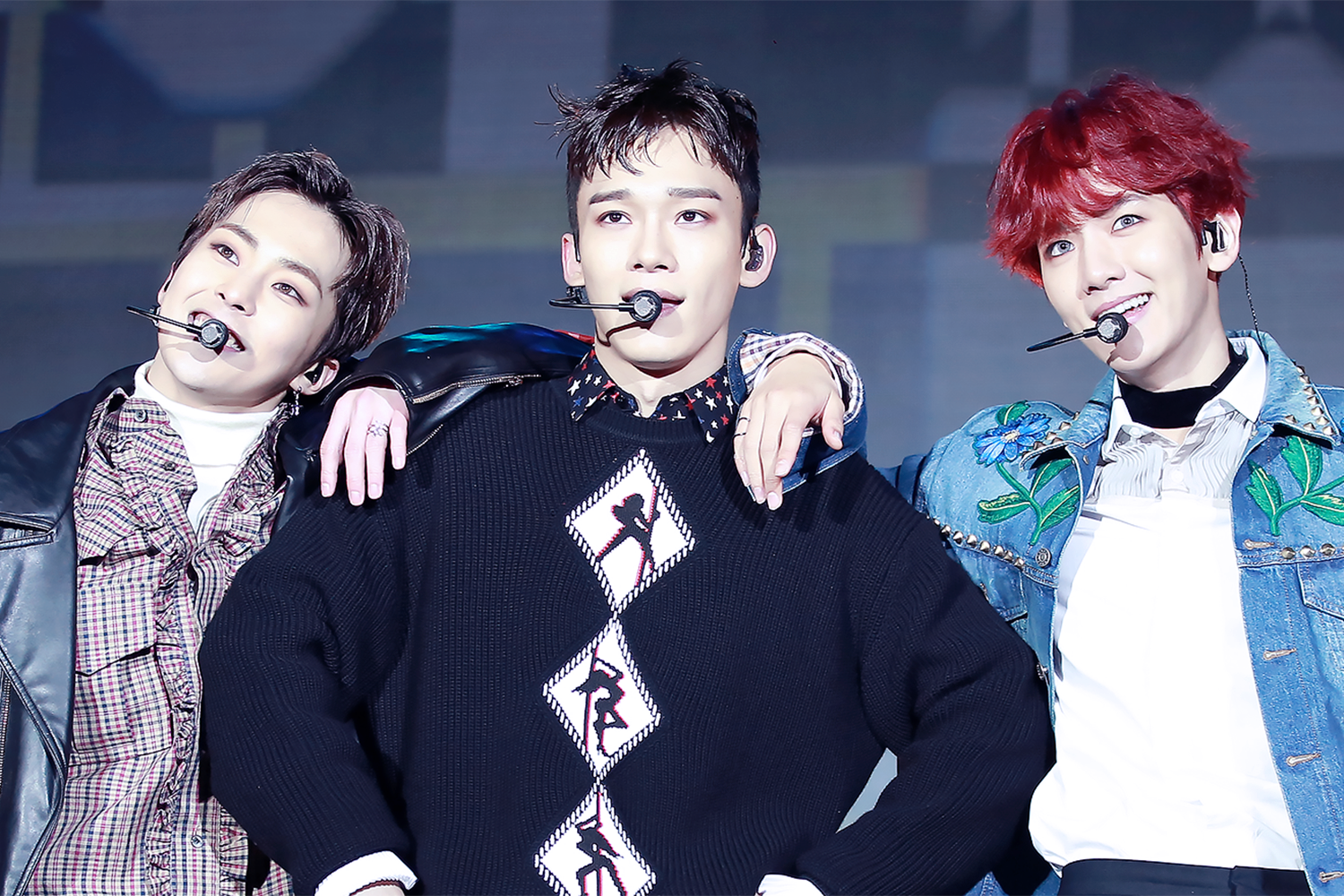
اکسو چنبکشی در شوکیس سئول سال ۲۰۱۶

زیر گروه اکسو که از سه عضو بکهیون، شیومین و چن تشکیل شده که به اختصار چنبکشی نامیده می‌شوند. این گروه اولین آلبوم خود رو یعنی «Hey mama» را در سال ۲۰۱۶ منتشر کردند. از دیگر آلبوم‌های این زیر گروه "Blooming Days " می‌باشد و ۲ آلبوم نیز به زبان ژاپنی منتشر کرده‌اند و توری در سال ۲۰۱۸ در ژاپن به نام "Magical Circus" برگزار کردند. فصل دوم و ادامه تور "سیرک جادویی" در سال ۲۰۱۹ در ژاپن برگزار شد.
این گروه برنده جایزه‌های «Manet Asian miusic Award For Best Asian Stylel» می‌باشد.

### سچان (SC)
دومین زیر گروه اکسو شامل چانیول و سهون که هردو عضو ویژگی ویژوال و موزیک دارند می‌باشد. اولین تک آهنگ آنها «we young»، در سال ۲۰۱۸ از طریق نسل سوم اس ام استیشن منتشر شد. آنها مینی آلبوم شش ترکی خود به نام «What A Life» را در ۲۲ ژوئیه ۲۰۱۹ منتشر کردند و در سال ۲۰۲۰ آلبوم (1bv (1 Bilion View را منتشر کردند.

## اعضاء

### اکسو-کِی
| نام هنری | نام هنری | نام اصلی     | نام اصلی | نام اصلی | زادروز         | ملیت   | قدرت ماورایی |
| نام      | کره ای   | نام          | کره ای   | چینی     | زادروز         | ملیت   | قدرت ماورایی |
| -------- | -------- | ------------ | -------- | -------- | -------------- | ------ | ------------ |
| سوهو     | 수호     | کیم جون_میون | 김준면   | 金俊勉   | ۲۲ مهٔ ۱۹۹۱     | کره ای | آب           |
| بکهیون   | 백현     | بیون بک_هیون | 변백현   | 邊伯賢   | ۶ مهٔ ۱۹۹۲      | کره ای | نور          |
| چانیول   | 찬열     | پارک چان_یول | 박찬열   | 朴燦烈   | ۲۷ نوامبر ۱۹۹۲ | کره ای | آتش          |
| دی. اُ    | 디오     | دو کیونگ_سو  | 도경수   | 都暻秀   | ۱۲ ژانویهٔ ۱۹۹۳ | کره ای | قدرت         |
| کای      | 카이     | کیم جونگ_این | 김종인   | 金鍾仁   | ۱۴ ژانویهٔ ۱۹۹۴ | کره ای | تلپورت       |
| سهون     | 세훈     | اوه سه_هون   | 오세훈   | 吳世勳   | ۱۲ آوریل ۱۹۹۴  | کره ای | باد          |

### اکسو-اِم
| نام هنری | نام هنری | نام اصلی      | نام اصلی | نام اصلی | زادروز          | ملیت            | قدرت ماورایی    |
| نام      | کره ای   | نام           | کره ای   | چینی     | زادروز          | ملیت            | قدرت ماورایی    |
| -------- | -------- | ------------- | -------- | -------- | --------------- | --------------- | --------------- |
| شیومین   | 시우 민  | کیم مین_سوک   | 김민석   | 金珉錫   | ۲۶ مارس ۱۹۹۰    | کره ای          | یخ              |
| چن       | 첸       | کیم جونگ_ده   | 김종대   | 金鐘大   | ۲۱ سپتامبر ۱۹۹۲ | کره ای          | رعد و برق       |
| لی       | 레이     | جانگ یی شینگ  | 장이씽   | 張藝興   | ۷ اکتبر ۱۹۹۱    | چینی            | شفابخشی         |
| لوهان    | 루한     | لو هان        | 루한     | 鹿晗     | ۲۰ آوریل ۱۹۹۰   | چینی            | جابه جایی اجسام |
| تائو     | 타오     | هوانگ زی_تائو | 황쯔타오 | 黃子韜   | ۲ مهٔ ۱۹۹۳       | چینی            | زمان            |
| کریس     | 크리스   | وو یی فان     | 우이판   | 吳亦凡   | ۶ نوامبر ۱۹۹۰   | چینی _ کانادایی | پرواز           |

## ترانه‌شناسی

### آلبوم‌های استودیویی
آلبوم‌های کره‌ای و چینی
- اکس‌اواکس‌او (۲۰۱۳)
- اکسوداس (۲۰۱۵)
- اگزکت (۲۰۱۶)
- جنگ (۲۰۱۷)
- ریتمم را بهم نزن (۲۰۱۸)
- وسواس (۲۰۱۹)

آلبوم‌های ژاپنی
- شمارش معکوس (۲۰۱۸)

### آلبوم‌های چندآهنگه
- ماما (۲۰۱۲)
- معجزه در دسامبر (۲۰۱۳)
- اُوردوز (۲۰۱۴)
- برای تو می‌خوانم (۲۰۱۵)
- برای زندگی (۲۰۱۶)
- جهان (۲۰۱۷)
- با احساست نجنگ (۲۰۲۱)
- اگزیست (۲۰۲۴)

## تورها
- اکسو از سیارهٔ اکسو ۱# - سیارهٔ گمشده (۲۰۱۴)
- اکسو از سیارهٔ اکسو ۲# - اکسو'لوشن (۱۶–۲۰۱۵)
- اکسو از سیارهٔ اکسو ۳# - اکسو'ردیوم (۱۷–۲۰۱۶)
- اکسو از سیارهٔ اکسو ۴# - الیشن (۱۸–۲۰۱۷)
- اکسو از سیارهٔ اکسو ۵# - اکسپلوریشن (۲۰۱۹)